# Rue du Bras-de-Fer
Pour les articles homonymes, voir Bras de Fer (homonymie).
La rue du Bras-de-Fer est une voie piétonne de l'écusson de Montpellier, dans le département de l'Hérault en région Occitanie. Elle est connue pour être l'une des rues les plus atypiques de Montpellier.

## Situation et accès
La rue du Bras-de-Fer est une rue piétonne qui longe la rue Saint-Guilhem. La rue commence sur la place Castellane, elle traverse un porche puis des escaliers descendent jusqu’à arriver à un embranchement avec la rue de l'Ancien-Courrier.
L'emblématique passage couvert du XIVe siècle - peut être une ancienne porte de la cité - donne accès au cœur de la ville médiévale, à proximité immédiate du portail de l'hôtel de Convers. Il s'ouvre au bout des marches de la rue du Bras-de-Fer bordée sur presque toute sa longueur par les hauts murs des hôtels de Montcalm (à gauche) et des Trésoriers de la Bourse (à droite). Les appellations d'« arc de Bonnier » puis « de Joubert » sont dues aux anciens propriétaires de ce dernier hôtel dont dépend l'habitation qui surmonte les arcades ogivales.
Les arrêts de transports en commun les plus proche sont Saint-Guilhem - Courreau par la ligne 4 du tramway ou Comédie par les lignes 1 et 2.

## Origine du nom
La rue du Bras-de-fer doit son nom à une enseigne représentant un bras de fer, mentionnée au XVIIIe siècle. En raison de la présence de nombreux vanniers, la rue a été également connue sous le nom de Montée des Vanniers.

## Galerie

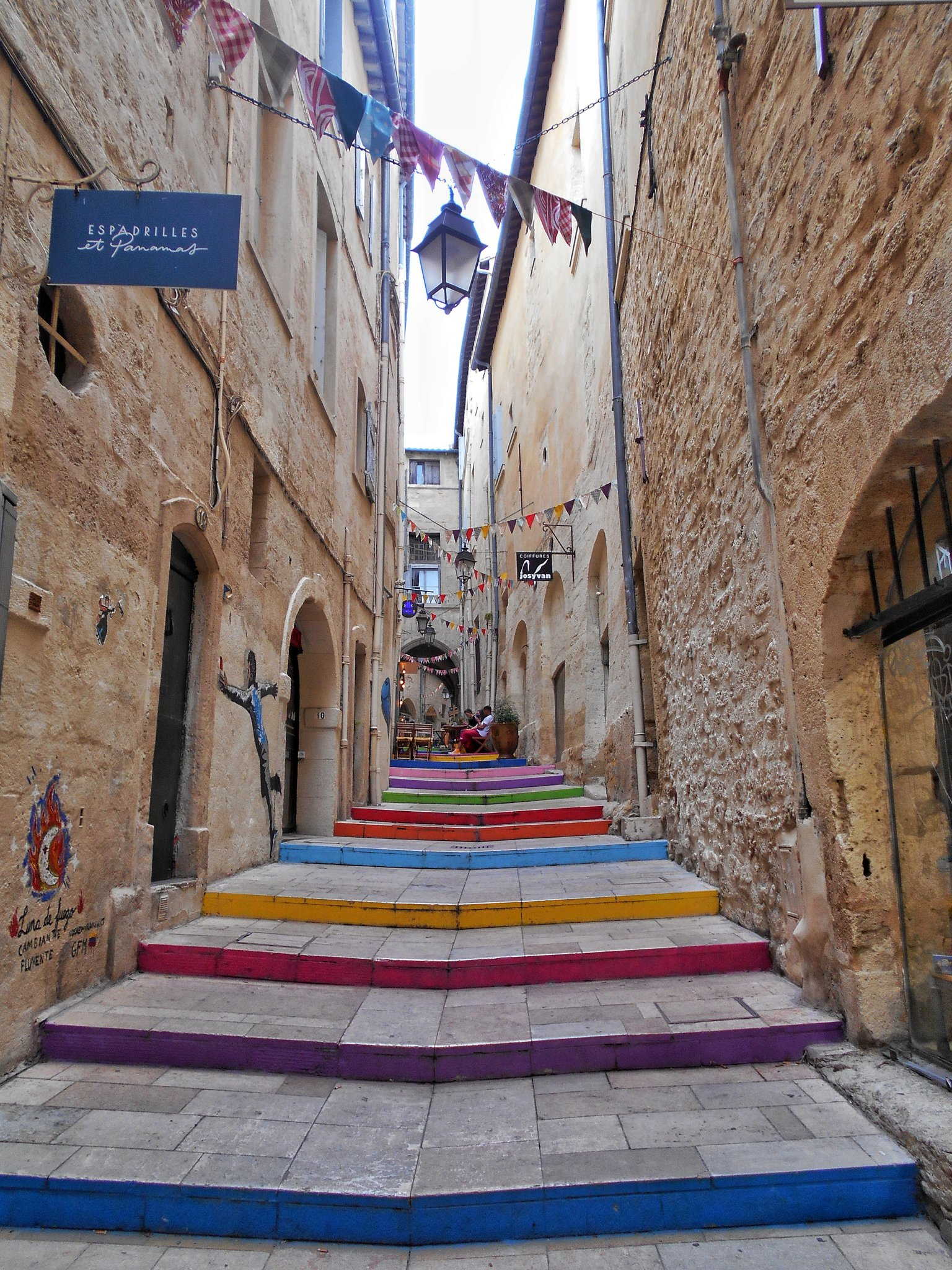
Rue du Bras-de-Fer, depuis la rue de l'Ancien-Courrier.